# Front Rezerwowy
Front Rezerwowy (ros. Резервный фронт) – nazwa dwóch jednostek operacyjno-strategicznych wojsk Armii Czerwonej o kompetencjach administracyjnych i operacyjnych z okresu II wojny światowej.

## Pierwsze formowanie
Front Rezerwowy zwany też Frontem Odwodowym został po raz pierwszy sformowany 30 lipca 1941 roku. Proces był częścią reorganizacji wcześniejszego Frontu Armii Rezerwowych. Wydany 14 lipca rozkaz Stawki nr 003334 określił następujący skład wojsk Frontu:
- 24 Armia
- 28 Armia
- 29 Armia
- 30 Armia
- 31 Armia
- 32 Armia

Wykrwawiony Front został w trakcie operacji jelnińskiej okrążony i zniszczony w okolicach Wiaźmy (Bitwa pod Moskwą). Ocalałe jednostki zostały przekazane Frontowi Zachodniemu 10 października 1941 roku.

## Drugie formowanie
Po raz drugi Front Rezerwowy utworzono 6 kwietnia 1943 roku. 15 kwietnia 1943 roku, zmieniono nazwę na Stepowy Okręg Wojskowy, a następnie Front Stepowy. Skład Frontu był następujący:
- 2 Armia Rezerwowa
- 24 Armia
- 46 Armia
- 47 Armia
- 53 Armia
- 66 Armia
- 5 Gwardyjska Armia Pancerna
- osiem korpusów

## Dowódcy frontu
- generał porucznik Iwan Bogdanow (Front Armii Rezerwowych) (14 – 30.07.1941),
- generał armii Gieorgij Żukow (29.07.1941 – 08.09.1941 roku)[4],
- marszałek Siemion Budionny (09.1941 – 10.10.1941),
- generał porucznik Markian Popow (6 - 15.04.1943).